# Platja de Fenals
La platja de Fenals és una platja urbana situada al terme municipal de Lloret de Mar (comarca de la Selva), a la Costa Brava Sud, entre la platja de sa Boadella i la platja de Lloret (no confondre-la amb la denominació de Platja d'Aro fins a mitjans del S. XX: Barri de Fenals o Fenals d'Aro). Està encaixada a nord i a sud amb dos trams de costa rocallosos. La riera d'en Passapera hi desemboca a la zona central.
Orientada al sud-sud-est, té una longitud de 726 m i una amplada mitjana de 45 m, formada per sorra molt gruixuda, i un pendent d'entrada a l'aigua molt fort.
Disposa de tota mena de serveis (servei de salvament i primers auxilis, vigilància i seguretat, servei de neteja del passeig i la sorra, punt d'informació turística), d'equipaments (com dutxes, WC, passeres, papereres, telèfons públics, cadira amfíbia pel servei de bany i acompanyament a persones amb mobilitat reduïda, vestuari adaptat, canviadors de nadons), senyalització (com canals d'entrada i sortida d'embarcacions, platja abalisada a 200 m, línia de seguretat, banderes de senyalització de l'estat de la mar), i activitats d'oci (com lloguer de para-sols i gandules, esquí aquàtic, parasailing, patins, caiac, creuers turístics, quiosc de venda de gelats i begudes, restaurants, zona esportiva i miniclub, consignes de platja.
Està situada en una zona semi urbanitzada de la Vila de Lloret de Mar i s'hi accedeix per la carretera GI-682 (Blanes-Lloret). S'hi pot arribar amb autobús interurbà.
Una banda de la platja (la del costat de sa Boadella), conserva una pineda que comença al Racó d'en Sureda. A l'altre costat de la platja, en forma de badia molt oberta i d'aigües fondals, s'hi alça un promontori (que és el punt més alt de la costa de Lloret) on hi ha les restes del Castell de Sant Joan.
L'Agència Catalana de l'Aigua efectua un control quinzenal de la qualitat de l'aigua, durant la temporada de bany, amb el resultat d'excel·lent. La platja ha estat distingida amb el distintiu de Bandera Blava, que reconeix internacionalment la qualitat de l'aigua i serveis.